# Le Moment fraternité
Le Moment fraternité est un essai de Régis Debray publié le 26 février 2009 aux éditions Gallimard. Dans cet essai, l'auteur s'attache à l'analyse historique, spirituelle, et sociétale du troisième pilier de la France : la fraternité. Debray décrit le caractère sacré de celle-ci, ses principes fondateurs trouvant leur source dans l'élaboration des Droits de l'homme, la prééminence du nous sur le je, ainsi que les mouvements violents et tragiques auxquels, selon l'auteur, elle a parfois été nécessairement liée voire dans lesquels elle s'est fondée ou régénérée (Mur des Fédérés, les tranchées...).

## Résumé
(février 2019).
- Si vous ne connaissez pas le sujet, laissez ce bandeau (vous pouvez alors contacter les auteurs).
- Si vous supprimez le contenu mis en cause (vous pouvez préalablement contacter les auteurs),

argumentez précisément cette suppression dans la page de discussion
(un manque de référence n'est pas un argument ; une recherche réelle de référence doit avoir été effectuée, être formellement documentée).

### Introduction
Passer du « Moi, je »- soif de gain et peur de perdre - à un « nous » qui ne se paie pas de mot, requiert cette vertu qu'on trouve sur les frontons républicains, mais pas dans les discours de ses représentants. Ils préfèrent les notions plus tièdes de charité, citoyenneté, solidarité, convivialité ou confraternité.

### Livre I - Du bon usage du sacré
C'est moins une thèse qu'un constat : un nous se noue par un acte, délibéré ou non, de sacralisation. Le sacré ne représente donc pas un luxe personnel, dépense excessive ou supplément d'âme, mais un bien de première nécessité. C'est le plus sûr moyen dont dispose un ensemble flou pour faire corps et se perpétuer.

#### I - Regarder
Le sacré, c'est ce qui légitime le sacrifice et interdit le sacrilège. Ce mot est partout, mais nous confronte souvent à un sacré bonasse et bon marché, du Dalaï Lama à Madame Soleil. On confond des termes : sacré, spirituel, religion, dieu. Regardons simplement : le spirituel dit Je, le religieux dit Nous, le sacré légifère.
« C'est par la Nation, dit Pierre Nora, que notre mémoire s'est maintenue sur le sacré. » D'où qu'on vienne, le sentiment du sacré s'incarne dans quelque chose ou quelqu'un, mort ou vif. Il s'exprime par des gestes, qui raccrochent à un tout, à une fraternité, à une prolongation de soi via un nous qui me précède et me survivra.

#### II - Enclore
Là où il y a du sacré, il y a une enceinte, et là où la clôture s'efface, le sacré disparaît. Le sacré est souvent concave : grotte mihrab, stuppa.
Le saint n'est pas le sacré. Le saint est bon, le sacré peut faire couler le sang. Il est contrainte d'organisation.

#### III - Rassembler
Là où il y a un nous, il y a une sacralité, là où le nous se disloque, le sacré s'estompe. On le vit lors des pèlerinages, des meetings, des commémorations. Le lieu est sacré quand il fait lien, mais c'est bien le lien qui fait le lieu.
Se rassembler, c'est se démarquer de l'Autre, c'est le début de la discorde, voire de la haine.

#### IV - Exhausser
Il n'y a pas de sacré sans une absence cruciale, vers laquelle lever les yeux. Là où et quand ce point sublime s'efface, le sacré s'estompe. C'est la fonction des lieux de culte, des sites de grandes batailles, aussi des stades même dans l'éphémère (enthousiasme contient théos, dieu !).

#### V - Survivre
Contrairement aux autres espèces, l'homme veut se survivre en fabriquant du sauf et de l'intact (qui sert d'abord le chef).
On a souvent besoin d'un plus grand que soi !

### Livre II - Crépuscule d'une religion, les Droits de l'Homme
S'il n'est pas de Fraternité durable sans sacralité, toute exaltation ne fera pas l'affaire. Le nous démocratique est consacré par les Droits de l'Homme, nouvelle religion civile consensuelle. Mais elle atteint son niveau d'incompétence, du fait de ses effets pervers.

#### VI - Légitimité
"Nous les Occidentaux estimons le moment venu de..." On imagine un Important, à la Tribune de l'Otan... Ce Nous, c'est une "communauté de valeurs", on parle au nom des Droits de l'Homme. L'occidental et l'Humanitaire, c'est pareil. On a créé la Religion de l'Occident Contemporain (ROC), même sans les Ors et les Cors des religions conventionnelles.

#### VII - Nouveautés
Une religion se base sur la fonction Espérance. La ROC espère un monde sans violence. D'Auguste Comte et de sa première Religion de l'Humanité ne restent qu'une église au Brésil, et l'inscription "Ordem e Progresso" sur le drapeau.
L'humanitaire est né après Auschwitz. Braumann et Kouchner ont imposé une "loi du tapage", médiatisé le conflit au Biafra en même temps qu'ils soignaient.

#### VIII - Commodités
La (dé)colonisation a donné le mauvais rôle à l'Occident, les Droits de l'Homme et l'Humanitaire lui permettent de relever la tête !
Les Droits de l'Homme ne sont pas une politique, c'est pourquoi ils sont indispensables et indiscutables.
Ils autorisent une communication facile, il faut faire la bonne photo au bon moment, dénoncer plutôt qu'expliquer (ce serait déjà justifier!).

#### IX - Duplicités
"Nous" voulons partout des élections libres ; des peuples veulent des plébiscites à 90% ? "Nous" dénonçons la corruption, quand on nous parle d'une solidarité tribale à fonction redistributive. À propos de son Tartuffe, Molière déclarait " Je suis un vrai dévot qui dénonce les faux !"

#### X - Iniquités
La ROC facilite la dépolitisation de la politique. C'est si facile de défendre les Droits de l'Homme bien à l'abri du besoin et des soucis... ainsi le dédain de l'état se porte bien dans les Etats-providence !
Nous dénonçons, les Nations qui reviennent en importance... Le monde est complexe, nous préférons l'anathème à l'analyse. Croit-on qu'islamisme radical et jeunesses nationalistes auraient la force qu'ils prennent sans notre arrogante partialité ?

### Livre III - Le travail de la fraternité
Abstraction défraîchie, quoique plus jeune que Liberté et Egalité, la Fraternité se voit plus sur les frontons que sur les visages. Par chance il lui reste une histoire et une géographie. celle des micro-sociétés qui en ont fait leur vie quotidienne, parfois leur raison d'être. Observer leur fonctionnement aide à en faire non plus un devoir, mais un travail, avec son mode d'emploi. D'où il ressort que cette vertu difficile et ambiguë; loin d'avoir son avenir derrière elle, pourrait bien devenir un moteur de modernité. Voire, car elle n'est pas tendre, un tigre dans le moteur.

#### XI - La dernière marche
La fraternité Inca invoquée par Evo Morales, premier président indigène de Bolivie. La fraternité noire aux USA renforcée par la lutte pour les droits civiques. Et au contraire les Lumières qui n'ont pas vu la piétaille, pas condamné l'esclavage, pas compris les jacqueries et les révoltes! La fraternité se vit plus à Barbès qu'à Neuilly, elle se dit plus qu'elle ne s'écrit. La demande de camaraderie se fortifie dans les épreuves et s'effrite dans la prospérité.
On monte les marches, Liberté, Egalité, et la 3e marche, la plus haute, nous ramène au petit peuple...

#### XII - Ambivalences
Attention, les grands moments de l'histoire basés sur la Fraternité ont souvent eu des fins violentes, en France et partout ailleurs. Le pouvoir lui préfère la solidarité, fraternité transférée à l'Etat-providence et qui fait mieux régner l'ordre public! Mais osons viser plus haut : secouer les chaînes génétiques, quand l'indio tend la main au Meztizo, quand le Blanc vote pour le Noir et que le Noir fait cause commune pour une cause qui dépasse chacun; en bref faire du nous avec du neuf.
C'est un engagement qui dépasse nos identités naturelles (famille, génération, métier, etc.) et propose par affiliation élective, à partir d'une seconde naissance, de "faire du même avec de l'autre". Etudions ces Corps constitués par le temps, Compagnons du Tour de France, congrégations, frairies déistes ou anti-cléricales, qui s'adonnent à un sacré pour temps de paix...

#### XIII - Exercices
Il n'y a pas mille façons de faire du nous avec du on, il y en a 4 : la fête, le banquet, la chorale et le serment.

#### XIV - Astreintes
Le banquet civique est ordonné comme l'est toute conduite rituelle. Il y faut un chef, comme pour le chœur ou l'orchestre. Le serment vient de l'hommage du vassal au suzerain. La fête doit être organisée pour avoir un lendemain.
Ceux ou celles qui nouent entre eux des liens fraternels coupent plus ou moins ceux qui les reliaient au reste du monde. Ce retranchement va par degrés, du discret au secret. On retrouve la clôture.
Les communautés fraternelles naissant de l'adversité, ont de la peine à se passer d'adversaires. Frères ou ennemis, rien d'autre.
Là où il y a du commun et qui dure, il y a du qui surpasse, et si plus rien ne surpasse, il n'y a plus rien de durable ni de commun. Le cela sous quoi un nous se situe est hors débat. On ne parle pas de Dieu dans les monastères, ni du statut et de la nature du Grand Architecte au Grand Orient.

#### XV - Garde-fous
La France qui inscrit la Fraternité dans sa devise, ne trouve plus de clé de voûte pour faire tenir ensemble l'édifice France. Elle a créé de multiples fraternités, les lois compassionnelles par exemple. Il nous faut infléchir notre je-m'en-foutisme par 3 légères pénitences : 1) un effort d'humilité pour réapprendre les mondes, 2) un effort de patience pour réapprendre le temps, et 3) un effort d'abnégation pour réapprendre rites et frontières, qui ont partie liée.
1) L'humanité est plurielle, le peuple répond à 2 réalités : le démos, le peuple comme opposé aux puissants, et l'ethnos, communauté de langue et de mœurs, munie d'un génie propre, culturel. Idéaliste, la morale démocratique se réclame du peuple, au sens démos, Empiriste, l'éthique conservatrice, au sens ethnos. Le "peuple", chaque bord en a sa part et aucun ne l'a tout entier.
2) Le lien de fraternité n'est pas de coexistence, mais de succession. C'est une solidarité dans l'instant permise par la chaîne des générations. Par une mémoire partagée, et des sites sacralisés. Qui dit fraternité dit filiation choisie - non contemporaine, ni spontanée, ni forcément raisonnable. "Penché sur le gouffre où la patrie a roulé, je suis son fils qui l'appelle[...] Ah, mère, tels que nous sommes nous voici pour vous servir " (de Gaulle).
3) Les rites sont nos agents de liaison en temps de paix. Un rituel s'étiole en simagrées quand la mémoire défaille. c'est paradoxalement quand il perd son épaisseur de mystère et que son sens devient par trop lisible qu'il tourne au simulacre.
Le paradis d'Adam, c'est un jardin clos. Perdu forcément, mais rêvé. Notre société refuse la ségrégation spatiale, mais elle a ses signes de reconnaissance, à titre de défense immunitaire.

### Envoi
La Fraternité a de hautes exigences. Elle ne s'achète pas au rabais, elle coûte. Il se trouve que ne pas prendre le risque de la Fraternité serait en courir un plus grand encore. Même si elle est plus un éclair qu'un état, faisons-la vivre pour quelques moments d'élection, d'exception!

## Éditions
- Le Moment fraternité, éditions Gallimard, 2009,  (ISBN 978-2-07-012462-6)